# Chthonius trebinjensis
Espèce
Synonymes
- Chthonius magnificus trebinjensis Beier, 1938

Chthonius trebinjensis est une espèce de pseudoscorpions de la famille des Chthoniidae.

## Distribution
Cette espèce se rencontre en Bosnie-Herzégovine et en Croatie.

## Étymologie
Son nom d'espèce, composé de trebinj[e] et du suffixe latin -ensis, « qui vit dans, qui habite », lui a été donné en référence au lieu de sa découverte, Trebinje.

## Publication originale
- Beier, 1938 : Vorläufige Mitteilung über neue Höhlenpseudoscorpione der Balkanhalbinsel. Studien aus dem Gebiete der Allgemeinen Karstforschung, der Wissenschaftlichen Höhlenkunde, der Eiszeitforschung und den Nachbargebieten, vol. 3, no 8, p. 5-8.